# Kepler-442 b
Kepler-442 b (aussi désignée KOI-4742.01) est une planète extrasolaire (exoplanète) confirmée en orbite autour de l'étoile Kepler-442.
Elle a été détectée par le télescope spatial Kepler, et sa découverte, par la méthode des transits, a été confirmée en 2015.

## Caractéristiques
Kepler-442 b est une exoplanète, probablement rocheuse, orbitant dans la zone habitable de son étoile Kepler-442, de type spectral K (naine orange), située à environ 1 120 années-lumière de la Terre dans la constellation de la Lyre. Découverte à l'aide de la méthode des transits, elle a un volume comparable à celui de la Terre, avec un rayon 1,34 fois plus grand. Le fait qu'elle se situe dans la zone habitable signifie qu'elle abrite peut-être de l'eau sous forme liquide à sa surface. Elle a été décrite comme l'une des exoplanètes les plus semblables à la Terre et pourrait être une candidate au statut de planète super-habitable.

## Dans la culture
En 2022, le Parc du Futuroscope ouvre l'hôtel Station Cosmos, ayant pour décor l'exoplanète Kepler-442 b,. L'hôtel, son restaurant et ses abords sont thématisés en une base d'exploration spatiale posée sur cette planète en 2190, destinée à la recherche d'espèces végétales extra-terrestres.